# 오메가 중간자
오메가 중간자(영어: omega meson)는 위 쿼크와 아래 쿼크로 이루어진 벡터 중간자다. 중성 로 중간자와 유사한 성질을 지니나, 중성 로 중간자와 달리 아이소스핀을 가지지 않고, 조금 더 무겁다. 기호는 그리스 소문자 오메가(ω)이다.

## 같이 보기
- 로 중간자
- 파이온
- 중간자